# Paramount Global Content Distribution
Paramount Global Content Distribution es una multinacional de producción de televisión y distribución propiedad de Paramount Skydance Corporation que fue formada en 2004 por Viacom como CBS Paramount International Television, resultado de una fusión entre dos compañías de televisión, CBS Broadcast International y Paramount International Television. Desde el 26 de septiembre de 2006, la compañía ha sido parte del CBS Television Distribution Group. En mayo de 2009, CBS Paramount International Television fue renombrada a CBS Studios International.
Exporta diversos formatos de capacitación para la producción local en todo el mundo y participa en proyectos de canales internacionales. La división distribuye contenidos de CBS Studios, CBS Media Ventures, CBS News, CBS Films, Showtime Networks y Paramount+, componiendo una biblioteca de más de 70 000 horas de programación.

## Historia
CBS Paramount International Television se formó en 2004 como resultado de una fusión entre dos compañías de televisión, CBS Broadcast International y Paramount International Television. En mayo de 2009, CPITV fue renombrado a CBS Studios International.
La compañía distribuye la biblioteca de los estudios de CBS así como la biblioteca de la hospitalidad de Rysher (poseída domesticamente por 2929 Entertainment), la biblioteca de las producciones de King World, y ciertas demostraciones de HBO internacionalmente. También tiene propiedad parcial de los canales australianos de suscripción TV1 y SF Channel.  El 14 de septiembre de 2009, se reveló que CBS Studios International, llegó a un acuerdo de empresa conjunta con Chellomedia para lanzar seis canales de la marca CBS en el Reino Unido durante 2009. Los nuevos canales reemplazarían Zone Romantica, Zone Thriller, Zone Horror y Zone Reality, además de los servicios Timeshift Zone Horror +1 y Reality Zone +1.
CBS Reality, CBS Reality +1, CBS Drama y CBS Action se lanzaron el 16 de noviembre de 2009 reemplazando Zone Reality, Zone Reality +1, Zone Romantica y Zone Thriller respectivamente. El 5 de abril de 2010, Zone Horror y Zone Horror +1 fueron renombrados como Horror Channel y Horror Channel +1.
De 2006 a 2009, como CBS Paramount International Television, la compañía distribuyó las bibliotecas de cine de Paramount Pictures y Republic Pictures. Distribuyó la biblioteca de acción en vivo de DreamWorks de 2006 a 2008.
En 2010, CBS Studios International se unió a una empresa conjunta con Reliance Broadcast Network Limited para formar Big CBS Networks Pvt. Ltd. La red opera un canal de entretenimiento en general, Big CBS Prime un canal orientado a la juventud, Big CBS Spark y un canal orientado a las mujeres y las parejas urbanas, Big CBS Love.
En enero de 2011, la compañía australiana Ten Network Holdings y CBS Studios International lanzaron el canal digital gratuito Once con CBS Studios International, que tiene una participación del 33% en la nueva empresa conjunta ElevenCo Pty Ltd.
El 1 de agosto de 2012, Chellomedia reveló que las versiones europeas de Zone Romantica, Zone Reality y Club TV serán renombrados como CBS Drama, CBS Reality y CBS Action respectivamente.
En 2013, RTL Group y CBS Studios International anunciaron su joint-venture como RTL CBS Asia Entertainment Network en el sudeste asiático, con el lanzamiento de RTL CBS Entertainment en septiembre de 2013.